# Linia kolejowa Delatyn – Diłowe
Linia kolejowa Delatyn – Diłowe – linia kolejowa na Ukrainie łącząca stację Delatyn z przystankiem Diłowe i z granicą państwową z Rumunią. Zarządzana jest przez dyrekcję iwanofrankiwską Kolei Lwowskiej (oddział ukraińskich kolei państwowych).
Znajduje się w obwodach iwanofrankiwskim i zakarpackim. Częściowo przebiega przez Karpacki Park Narodowy.
Linia na całej długości jest jednotorowa i niezelektryfikowana.

## Historia
Linia powstała w latach 1893-1894. Początkowo leżała w Austro-Węgrzech. Wyróżniającym się obiektem linii był most nad Prutem w Jaremczy projektu inżyniera Stanisława Rawicza Kosińskiego. Był to most kamienny o największej w ówczesnej Europie rozpiętości łuku (65 m).
W latach 1918–1945 część północna linii położona była w Polsce. Część południowa do 1939 leżała w Czechosłowacji, a następnie na Węgrzech. Polska część linii była nieprzejezdna do czerwca 1928 z powodu zniszczeń wojennych, w tym wysadzania przez wojska rosyjskie mostu w Jaremczy. Po odbudowie ruch transgraniczny był prowadzony.
Po II wojnie światowej w całości w Związku Sowieckim. Od 1991 leży na Ukrainie.
W I dziesięcioleciu XXI w. wstrzymano ruch od stacji Berłybasz do granicy z Rumunią, czyniąc linię faktycznie ślepą. W latach 2022–2023 odcinek został wyremontowany i 17 stycznia 2023 został ponownie otwarty.